# Bithynien

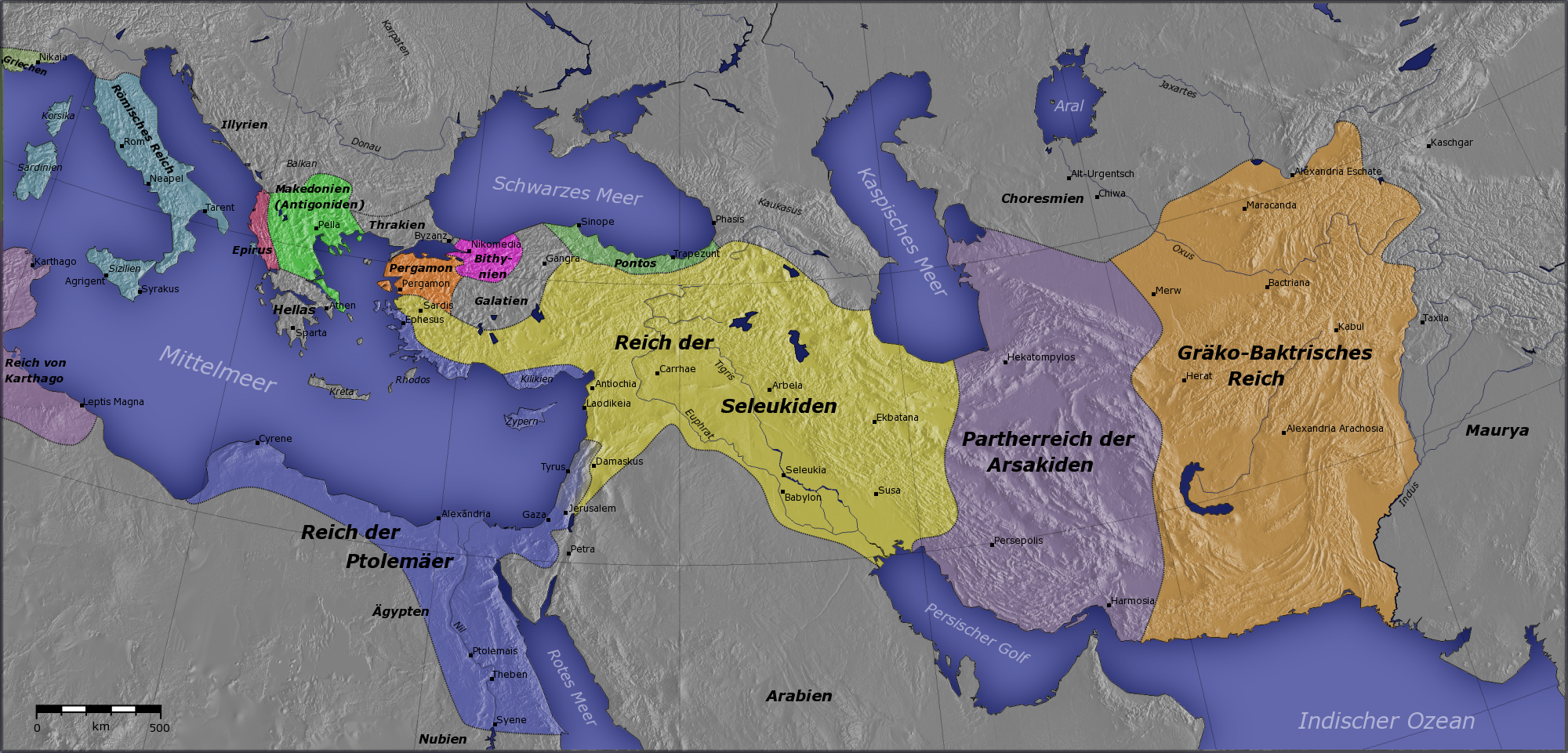
Bithynien (rosa) umgeben von Diadochenstaaten um 250 v. Chr.

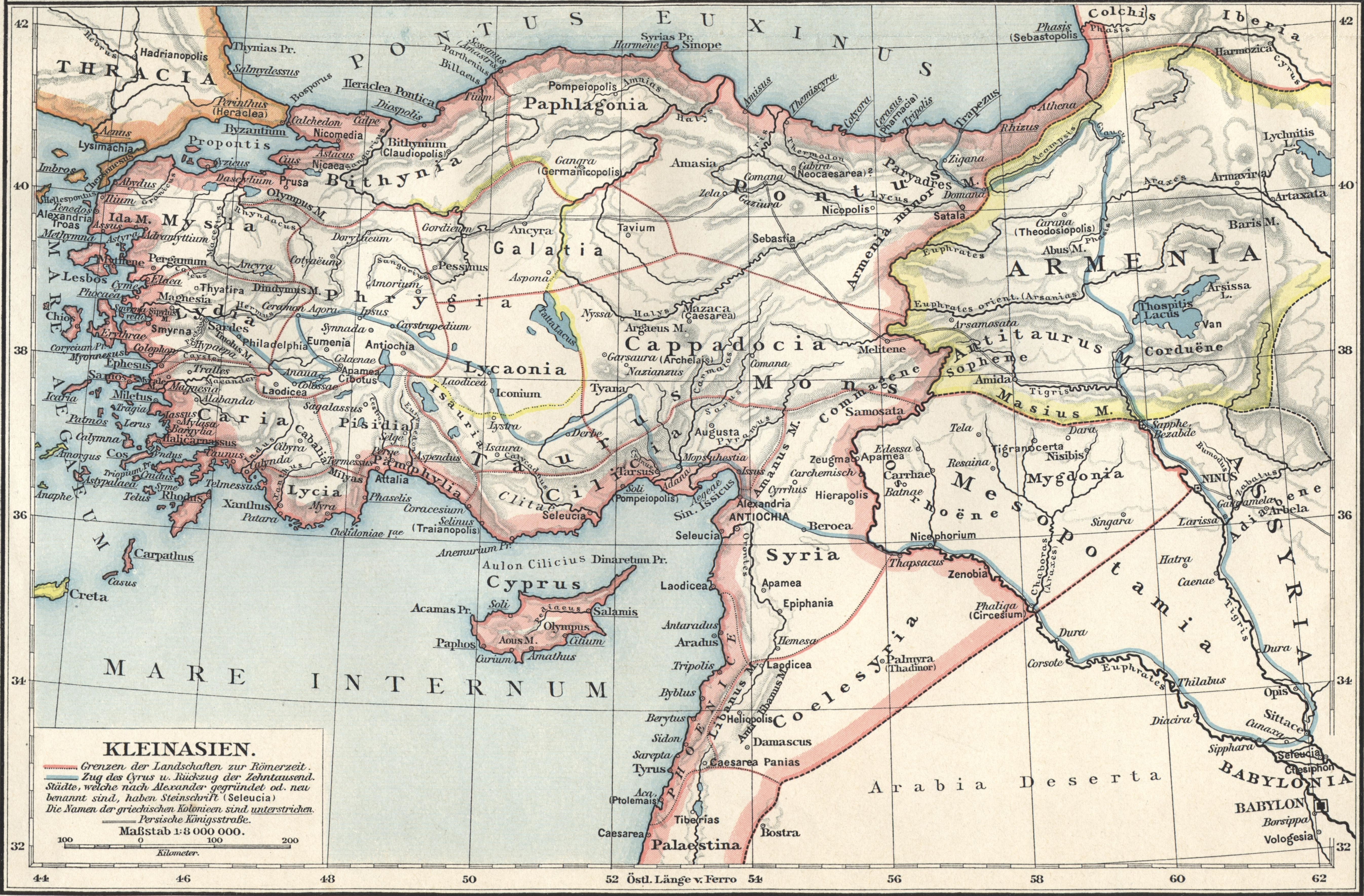
Kleinasien in der Antike

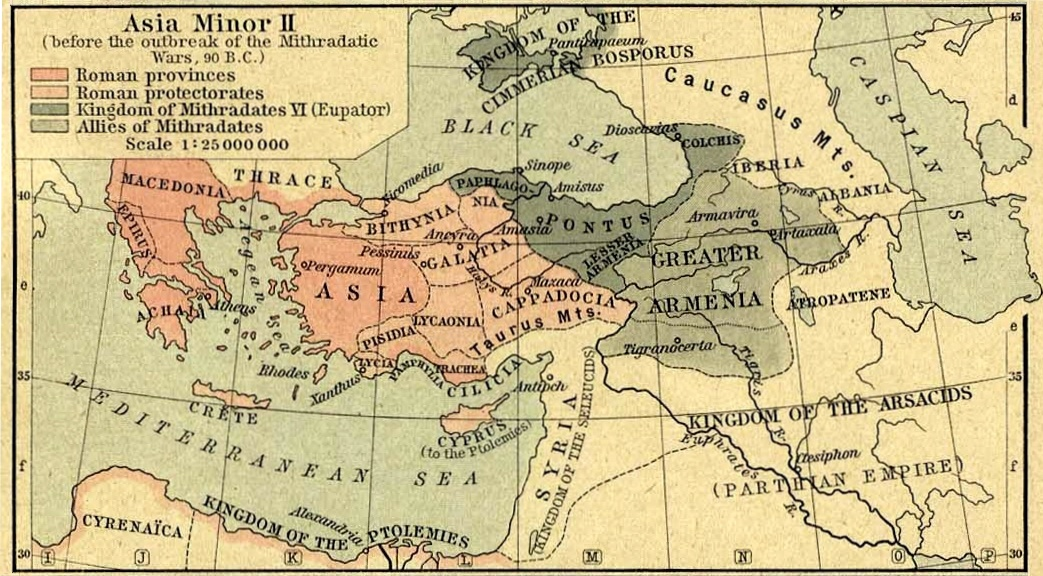
Römische Provinz Bithynia 90 v. Chr.

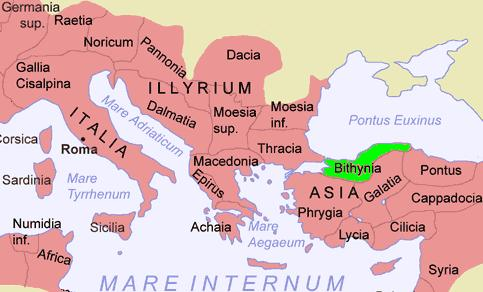
Römische Provinz Bithynia 74 v. Chr.

Bithynien 840 n. Chr.

Bithynien (altgriechisch Βιθυνία Bithynia) war zunächst eine antike Landschaft, später ein Königreich, dann römische Provinz im nordwestlichen Kleinasien. In Bithynien war der thrakische Stamm der Thynen angesiedelt. Das Gebiet des antiken Bithynien liegt heute in der Türkei.

## Geographie
Bithynien wird gegen Westen und Norden vom Marmarameer und dem Schwarzen Meer (antike Bezeichnung: Pontus Euxinus), gegen Süden vom Olympos bei etwa 40° nördlicher Breite begrenzt. Gegen Osten trennt es der Parthenios von Paphlagonien; im Süden sind die anstoßenden Landschaften Galatien, Phrygien und Mysien.
Das Land ist im Osten und Süden von waldreichen Gebirgen geprägt (außer dem Olympos bei Bursa, der Orminios, jetzt Işik Dağ, im Osten); die niedrigere und von fruchtbaren Tälern durchschnittene Westhälfte enthält einige große Landseen, wie den Askanischen See bei Nikäa und den Artynischen See, an dem Apollonia liegt.
Hier im Westen schneiden auch zwei Meerbusen tief ins Festland ein: der von Astakos (beim heutigen İzmit) und der von Kios. Größter Fluss ist der Sangarios; außerdem der Billäos (jetzt Filias) in der Osthälfte.

## Städte
- Chalkedon
- Helenopolis
- Nikomedia (heute İzmit)
- Nikäa (heute İznik)
- Prusa (heute Bursa)
- Prusias ad Hypium

## Geschichte
Die politische Bildung Bithyniens erfolgte um 430 v. Chr. unter Doidalses, der ein Dynastengeschlecht gründete. Gegen die persischen Satrapen konnte das Land seine Unabhängigkeit behaupten.
Den Satrapen Alexanders des Großen, Kalas, konnte der bithynische Dynast Bas 333/28 v. Chr. abwehren. Antigonos I. Monophthalmos hielt die Expansionsbestrebungen seines Sohnes und Nachfolgers Zipoites’ gegenüber den griechischen Städten dieses Gebietes auf. Zipoites stellte Geiseln und scheint mit Antigonos verbündet gewesen zu sein, wie stark die Abhängigkeit von diesem war, ist in der Forschung umstritten. In der Folgezeit konnte sich Zipoites gegen Lysimachos und zwei seiner Generäle behaupten. Einen Sieg über diesen nahm er wohl im Herbst 297 v. Chr. zum Anlass, den Königstitel anzunehmen. Kurz nach der Schlacht bei Kurupedion (281 v. Chr.) starb Zipoites. Sein Sohn und Nachfolger Nikomedes I. setzte die Politik seines Vaters fort, sich der jeweiligen politischen Großwetterlage anpassend, territoriale Gewinne anzustreben. Er kämpfte erfolgreich gegen Antiochos I., verbündete sich 277 v. Chr. mit den Galatern und erweiterte sein Reich durch die Eroberung des nordöstlichen Teils von Phrygien. 264 v. Chr. gründete er die Hauptstadt Nikomedia.
Unter Prusias I. erreichte Bithynien seine größte Ausdehnung und nahm 184 v. Chr. den flüchtigen Hannibal auf, den es aber nicht gegen die Römer schützen konnte. Der letzte König, Nikomedes IV., wurde von Mithridates VI. von Pontos zweimal vertrieben, von den Römern aber jeweils neu eingesetzt. Bei seinem Tod 74 v. Chr. vermachte er sein Reich den Römern, die es auch unter Lucius Licinius Lucullus gegen Mithridates behaupteten.

### Römische Provinz
Bithynia wird römische Provinz, die Hauptstadt bleibt Nicomedia, und bildet zunächst mit der Provinz Asia einen Zollbezirk. 64 v. Chr. wird die Doppelprovinz Bithynia et Pontus eingerichtet.
Bithynia ist von 27 v. Chr. bis unter Mark Aurel fast durchgehend senatorische Provinz. Kaiserlich ist die Provinz mehrfach unter Claudius und Nero. Auch als Plinius der Jüngere hier 109–111 unter Trajan Legat ist, steht es offenbar unter direkter kaiserlicher Verwaltung. Der Briefwechsel des Plinius mit seinem Kaiser ist eine wichtige Quelle für die Verwaltungsgeschichte Roms allgemein und für Bithynien im Besonderen. Außerordentliche Berühmtheit erlangte der Brief, in dem Plinius anfragt, wie mit dem in Bithynien wie eine Krankheit verbreiteten Christentum zu verfahren sei: „Nicht nur über die Städte, sondern auch über die Dörfer und das flache Land hat sich die Seuche dieses bösen Aberglaubens ausgebreitet.“ (Plinius ep. 10,96,9). Bereits aus dem Anschreiben des 1. Petrusbriefes („Petrus, ein Apostel Jesu Christi, den Fremdlingen in der Zerstreuung in Pontus […] und Bithynien […]“) hat man auf eine Anwesenheit des Apostels in den 40er-Jahren des 1. Jahrhunderts schließen wollen, die aber historisch nicht nachweisbar ist.
Bei der Provinzreform des Kaisers Diokletian 295 wurde sie in die Provinzen Bithynia, Paphlagonia und Diospontus geteilt.
Dadurch war Bithynien schon im byzantinischen Reich keine administrative Einheit mehr und wurde bei der Provinzreform im 7. Jahrhundert dem Thema Opsikion zugeteilt, später noch einmal zwischen diesem und dem Thema Optimatoi geteilt.

### Kreuzzüge
1074–1097 war das Land im Besitz der Seldschuken, bis die Ritter des Ersten Kreuzzugs das Land für das Byzantinische Reich zurückeroberten. Während der Dauer des Lateinischen Kaisertums in Konstantinopel (1204–1261) war Nikäa in Bithynien Sitz des griechischen Kaisers. Nach 1298 unternahm der osmanische Sultan Osman I. mehrere Plünderungszüge nach Bithynien. Sein Sieg über eine byzantinische Streitmacht in der Schlacht von Bapheus (1302) leitete die osmanische Eroberung dieser Region ein. 1326 wurde das eroberte Prusa (Bursa) schließlich Hauptstadt des Osmanischen Reiches.

## Liste der Herrscher Bithyniens

### Dynasten
- Doidalses (bezeugt 435/4 v. Chr.)
- Boteiras (?–377/6 v. Chr.)
- Bas (377/6–328 v. Chr.)

### Könige
- Zipoites (328–280 v. Chr.)
- Nikomedes I. (280–255/3 v. Chr.)
- Ziaelas (ca. 250–ca. 230 v. Chr.)
- Prusias I. (ca. 230–182 v. Chr.)
- Prusias II. (182–149 v. Chr.)
- Nikomedes II. (149–128/7 v. Chr.)
- Nikomedes III. (128/7–ca. 94 v. Chr.)
- Nikomedes IV. (ca. 94–74 v. Chr.)

## Römische Zeit
Ausgewählte römische Prokonsuln, Prokuratoren und Legaten (die in dieser Liste unterstellte Zweijährigkeit der Amtsführung ist nur in wenigen Einzelfällen belegt):
| Jahr                           | Prokonsul                                                | Procurator                                            | Leg. aug. pr.pr.                           |                               |
| ------------------------------ | -------------------------------------------------------- | ----------------------------------------------------- | ------------------------------------------ | ----------------------------- |
| 61–59 v. Chr.                  | C. Papirius Carbo                                        |                                                       |                                            |                               |
| 58–57 v. Chr.                  | NN.                                                      |                                                       |                                            |                               |
| 56/55 v. Chr.                  | C. Caecilius Cornutus                                    |                                                       |                                            |                               |
| 49/48 v. Chr.                  | A. Plautius                                              |                                                       |                                            |                               |
| 47 v. Chr.                     | C. Vibius Pansa Caetronianus                             |                                                       |                                            |                               |
| 46–28 v. Chr.                  | NN.                                                      |                                                       |                                            |                               |
| 27 v. Chr.                     | BITHYNIA senatorische Provinz                            | BITHYNIA senatorische Provinz                         | BITHYNIA senatorische Provinz              | BITHYNIA senatorische Provinz |
| 16–13 v. Chr.                  |                                                          |                                                       | C. Marcius Censorinus                      |                               |
| 29/8 v. Chr. oder 28/7 v. Chr. | Thorius Flaccus (vor 15)                                 |                                                       |                                            |                               |
| ?                              | Ap. Claudius Pulcher (vor 15)                            |                                                       |                                            |                               |
| ?                              | L. Licinius (vor 15)                                     |                                                       |                                            |                               |
| 14–15                          | M. Granius Marcellus                                     |                                                       |                                            |                               |
| 15–17?                         | L. Vedius Lepidus                                        |                                                       |                                            |                               |
| 18/19                          | P. Vitellius                                             |                                                       |                                            |                               |
| 20–41                          | NN (Lücke)                                               |                                                       |                                            |                               |
| 41–43                          | ? L. Min(i)dius Pollio                                   |                                                       |                                            |                               |
| 43–45                          | ? L. Min(i)dius Balbus (zwischen 42 und 47)              |                                                       |                                            |                               |
| 45–47                          | ? L. Dunius Severus                                      |                                                       |                                            |                               |
| 47–49                          | C. Cadius Rufus (49 verurteilt wg. Erpressung)           |                                                       |                                            |                               |
| 49–51                          | P. Pasidienus Firmus (nach 47/48)                        | Iunius C(h)ilo I                                      |                                            |                               |
| 51–53                          | ?                                                        | Iunius C(h)ilo II                                     |                                            |                               |
| 53–55                          | ?                                                        | Iunius C(h)ilo III ? (verurteilt wg. Bestechlichkeit) |                                            |                               |
| 55–57 ?                        | ? Ti. Attius Laco (zwischen 54 und 59)                   |                                                       |                                            |                               |
| 57–59                          | T. Petronius ? (vorbildliche Amtsführung)                | C. Iulius Aquila                                      |                                            |                               |
| 59–61                          | M. Tarquitius Priscus (61 verurteilt wg. Erpressung)     |                                                       |                                            |                               |
| 61–63                          | ? L. Montanus (zwischen 54 und 69)                       |                                                       |                                            |                               |
| 63–65                          | ?                                                        |                                                       |                                            |                               |
| 65–67                          | ?                                                        |                                                       |                                            |                               |
| 67–69                          | ?                                                        |                                                       |                                            |                               |
| ca. 70–71                      | M. Plancius Varus                                        |                                                       |                                            |                               |
| ca. 71–72                      | M. Maecius Rufus                                         |                                                       |                                            |                               |
| ca. 72–75                      | ?                                                        |                                                       |                                            |                               |
| ca. 75–76                      | M. Salvidenus Asprenas                                   |                                                       |                                            |                               |
| ca. 76–77                      | M. Salvidienus Proculus                                  |                                                       |                                            |                               |
| ca. 77–79                      | ? M. Plancius Varus (unter Vespasian)                    |                                                       |                                            |                               |
| ca. 79–80                      | Velius Paulus                                            |                                                       |                                            |                               |
| ca. 80–82                      | ?                                                        |                                                       |                                            |                               |
| ca. 82–83                      | ? M. Minicius Rufus (zwischen 81 und 96)                 |                                                       |                                            |                               |
| ca. 83–84                      | A. Bucius Lappius Maximus (zwischen 81 und 96)           |                                                       |                                            |                               |
| ca. 84–85                      | Ti. Iulius Celsus Polemaeanus (zwischen 81 und 96)       |                                                       |                                            |                               |
| ca. 85–89                      | ?                                                        |                                                       |                                            |                               |
| ca. 89–90                      | L. Iulius Marinus (zwischen 81 und 96)                   |                                                       |                                            |                               |
| ca. 90–96                      | ?                                                        |                                                       |                                            |                               |
| 96–97                          | Tullius Iustus                                           |                                                       |                                            |                               |
| 97–100                         | ?                                                        |                                                       |                                            |                               |
| ca. 100–101                    | C. Iulius Bassus                                         |                                                       |                                            |                               |
| 101–105                        | ?                                                        |                                                       |                                            |                               |
| ca. 105–106                    | Varenus Rufus                                            |                                                       |                                            |                               |
| 106–108                        | ?                                                        |                                                       |                                            |                               |
| ca. 108–109                    | P. Servilius Calvus                                      |                                                       |                                            |                               |
| 107–109                        | ?                                                        |                                                       |                                            |                               |
| ca. 109–111                    |                                                          | Maximus                                               | C. Plinius Caecilius Secundus              |                               |
| 111–114/115                    |                                                          |                                                       | C. Iulius Cornutus Tertullus               |                               |
| 114/115–134                    | ?                                                        |                                                       |                                            |                               |
| ca. 134–136                    |                                                          |                                                       | C. Iulius Severus                          |                               |
| 142/143?                       | Q. Voconius Saxa Fidus                                   |                                                       |                                            |                               |
| 146/147?                       | L. Coelius Festus                                        |                                                       |                                            |                               |
| um 160                         | Q. Cornelius Senecio Annianus                            |                                                       |                                            |                               |
| gegen 160                      | Q. Roscius Murena                                        |                                                       |                                            |                               |
|                                | BITHYNIA vermutlich seit Mark Aurel kaiserliche Provinz. |                                                       |                                            |                               |
| ca. 162–166                    |                                                          |                                                       | L. Hedius Rufus Lollianus Avitus           |                               |
| zwischen 175 und 182           | L. Albinius Saturninus                                   |                                                       |                                            |                               |
| 183                            | Severus                                                  |                                                       |                                            |                               |
| zwischen 186 und 189           |                                                          |                                                       | M. Didius Severus Iulianus (Kaiser 193)    |                               |
| 193–194                        |                                                          |                                                       | L. Fabius Cilo                             |                               |
| 198–199                        |                                                          |                                                       | Q. Tineius Sacerdos                        |                               |
| ?                              |                                                          |                                                       | M. Claudius Demetrius                      |                               |
| zwischen 202 und 205           |                                                          |                                                       | Ti. Claudius Callipianus Italicus          |                               |
|                                |                                                          |                                                       | Aelius Antipater (unter Septimius Severus) |                               |
|                                |                                                          |                                                       | Pollio (unter Elagabal)                    |                               |
| 218                            |                                                          |                                                       | Caecilius Aristo                           |                               |
|                                |                                                          |                                                       | C. Claudius Attalus Paterculianus          |                               |
| 230/235                        |                                                          |                                                       | L. Egnatius Victor Lollianus               |                               |
| um 220?                        |                                                          |                                                       | M. Clodius Pupienus Maximus (Kaiser 238)   |                               |
| 220–298                        | NN.                                                      |                                                       |                                            |                               |
| ca. 299 bis n. 303             |                                                          |                                                       | Sossianus Hierocles                        |                               |
| 305–355                        | NN                                                       |                                                       |                                            |                               |
| 356                            | Fl. Eusebius                                             |                                                       |                                            |                               |
| 357                            | NN                                                       |                                                       |                                            |                               |
| 380                            | * Hormisdas                                              |                                                       |                                            |                               |

## Persönlichkeiten
- Asklepiades von Bithynien (* um 124 v. Chr. in Prusa in Bithynien, Kleinasien; † 60 v. Chr. in Rom) griechischer Arzt und Philosoph